# بیشتر از این
«بیشتر از این» تک‌آهنگی از وان دایرکشن است که در سال ۲۰۱۲ میلادی منتشر شد. این تک‌آهنگ در آلبوم همه شب بیدار (آلبوم وان دایرکشن) قرار داشت.